# Occidozyga laevis
Occidozyga laevis es una especie  de anfibios de la familia Ranidae.

## Distribución geográfica
Se encuentra en Brunéi, Indonesia, Malasia, Filipinas, Singapur y Tailandia.  